# Brignancourt
Brignancourt est une commune française située dans le département du Val-d'Oise, en région Île-de-France.
Ses habitants sont appelés les Brignancourtois.

## Géographie

### Localisation
Brignancourt est un village rural de la vallée de la Viosne dans le Vexin français. Il est inclus dans le  périmètre du parc naturel régional du Vexin français.

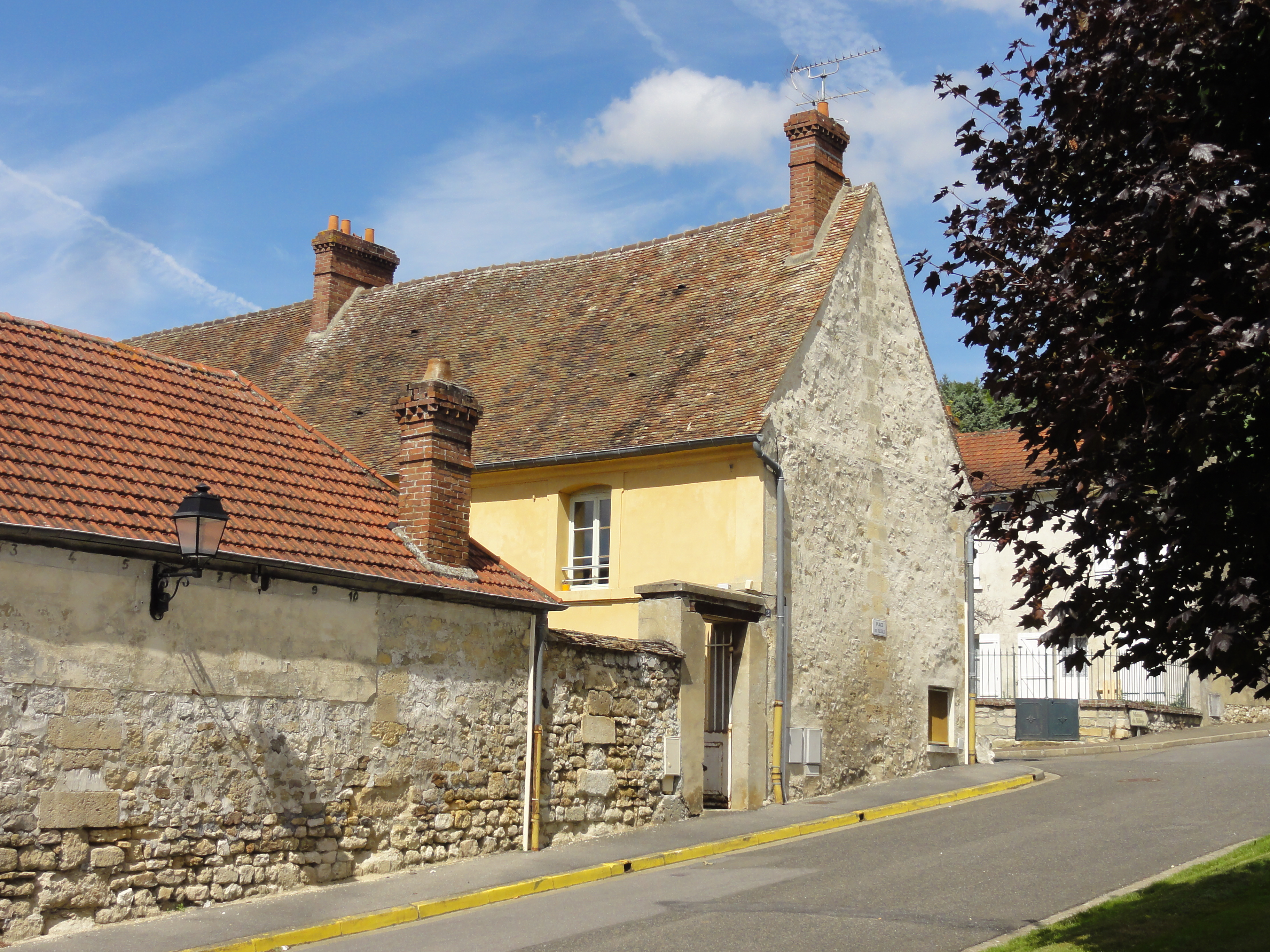
Paysage de la commune (autour de la place des Tilleuls).

La commune est située à 23 km au nord-ouest de Pontoise et à 21 km au sud-est de Gisors.
Elle est traversée par un diverticule du chemin de grande randonnée GR 1 ou « Tour de Paris », ainsi que par la ligne de Saint-Denis à Dieppe dont la gare la plus proche est celle de gare de Santeuil - Le Perchay  desservie par les trains du réseau Transilien Paris Saint-Lazare.

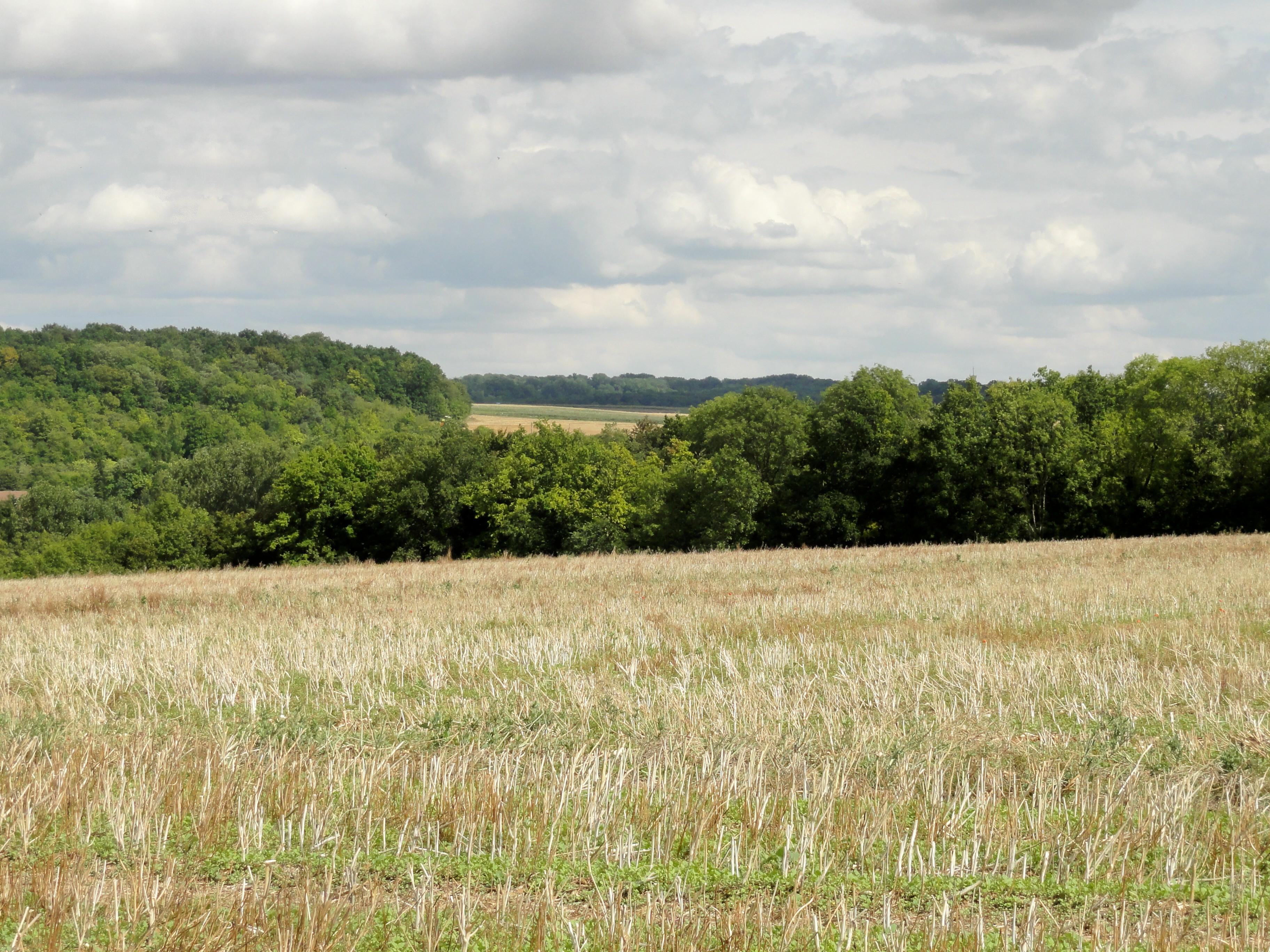
Paysage rural et agricole de la commune.
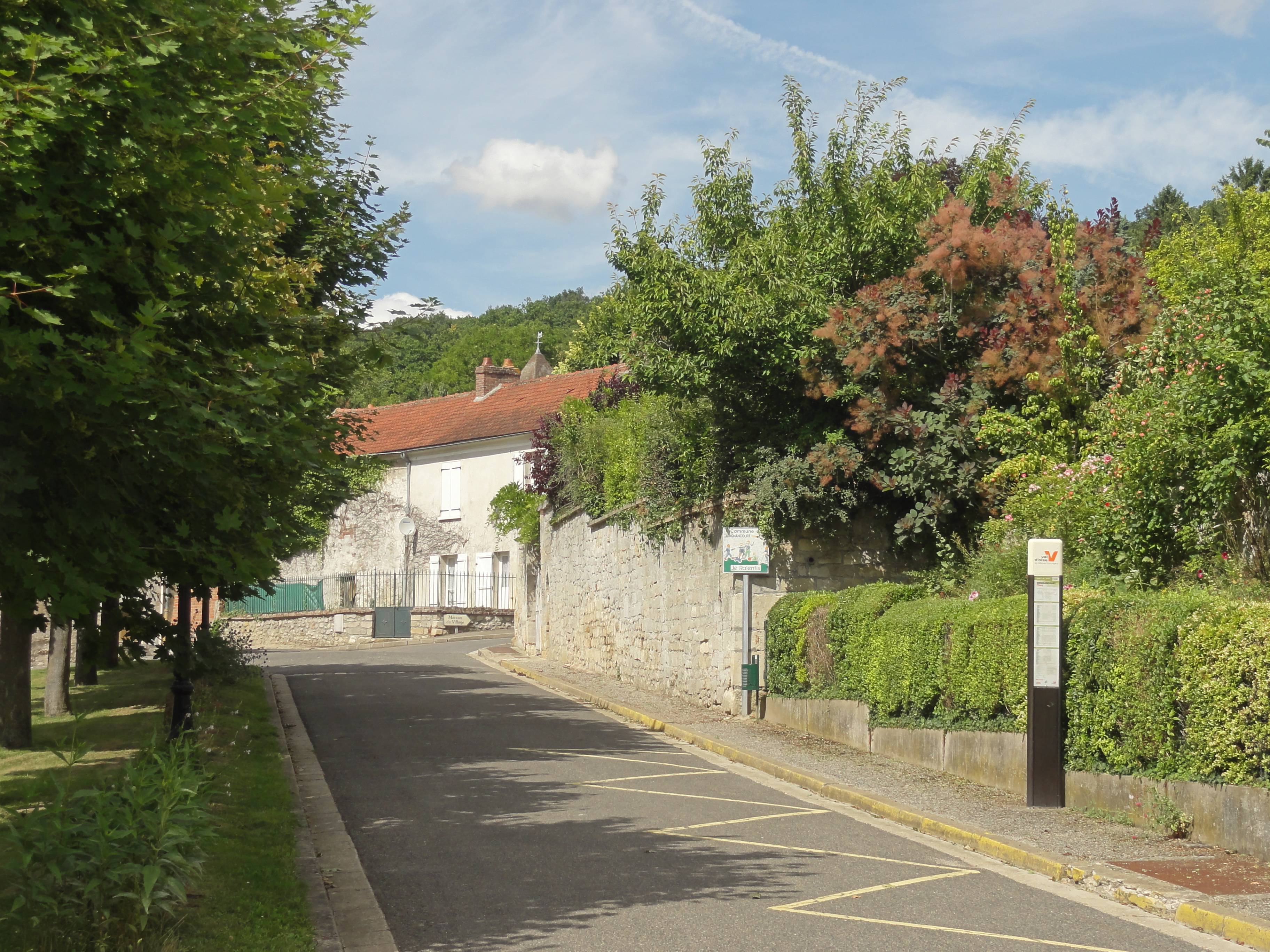
L'arrêt du réseau de bus du Vexin de la place des Tilleuls.

### Communes limitrophes
Brignancourt est limitrophe de Marines au nord-est ; Chars au nord ; Moussy à l'ouest ; et Santeuil au sud. Brignancourt est sur le tracé du sentier de grande randonnée GR 1D.
|        | Chars        | Marines |
| Moussy | Brignancourt |         |
|        | Santeuil     |         |

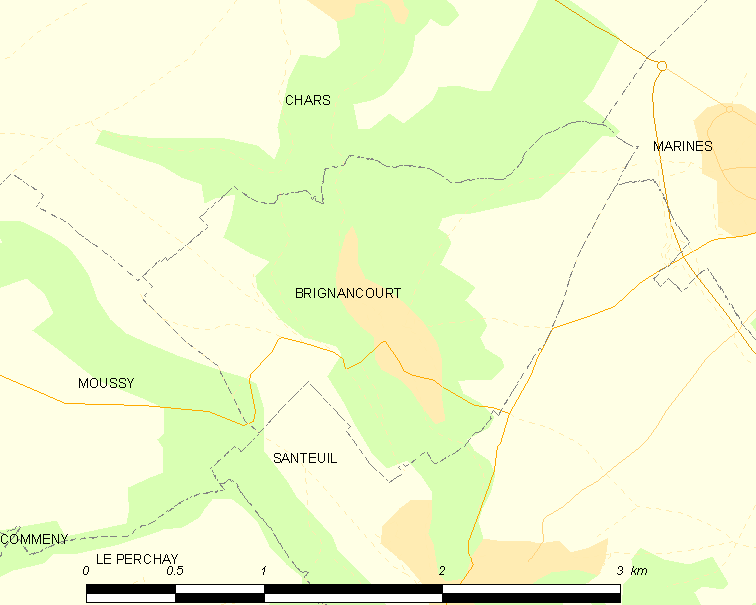
Carte de la commune.
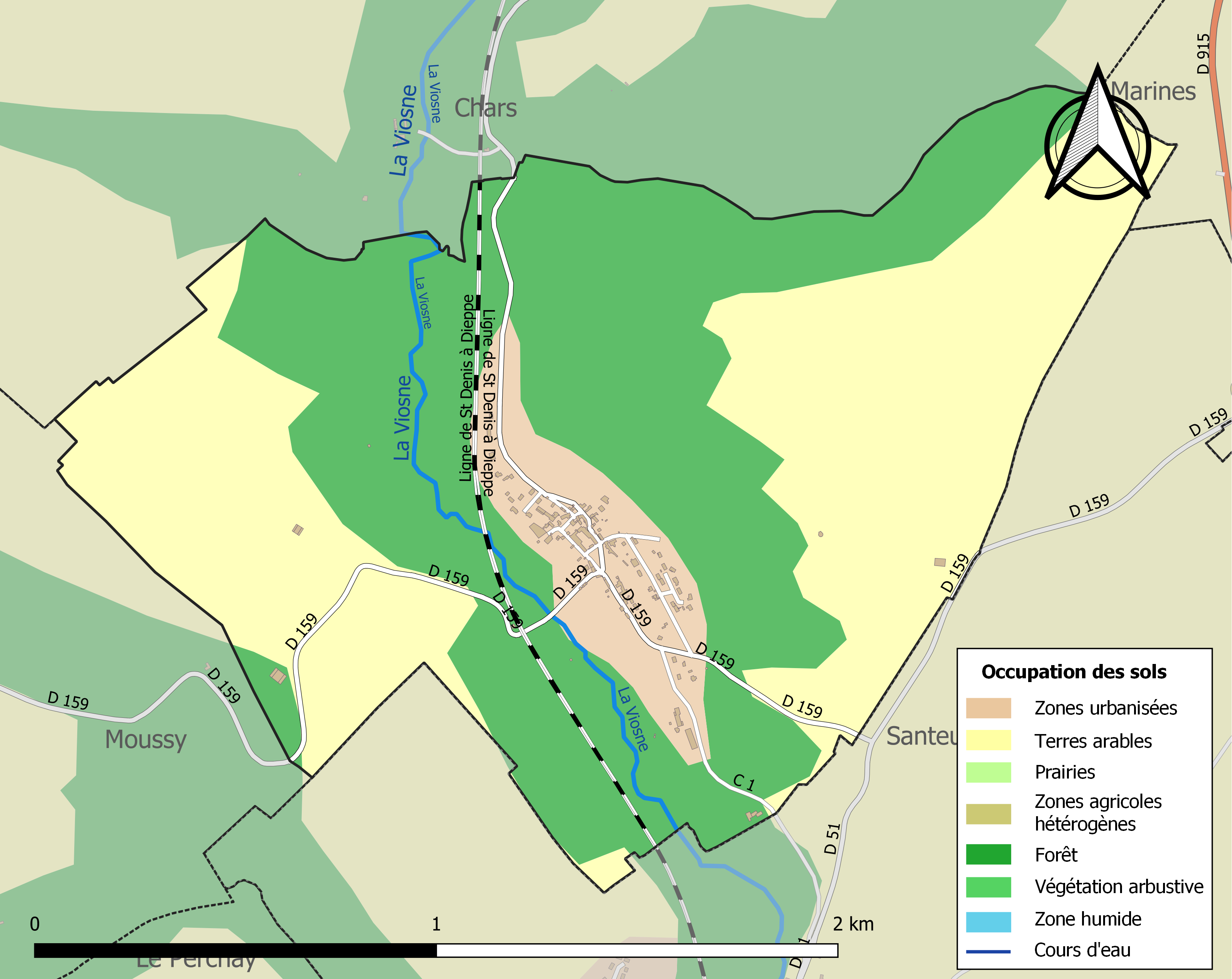
Occupation des sols.

### Hydrographie
Le village est drainé par les bras de la Viosne, un affluent droit de l'Oise, donc un sous-affluent du fleuve la Seine, ainsi que ses zones humides.

### Climat
Pour des articles plus généraux, voir Climat de l'Île-de-France et Climat du Val-d'Oise.
En 2010, le climat de la commune est de type climat océanique dégradé des plaines du Centre et du Nord, selon une étude du CNRS s'appuyant sur une série de données couvrant la période 1971-2000. En 2020, Météo-France publie une typologie des climats de la France métropolitaine dans laquelle la commune est exposée à un climat océanique et est dans la région climatique Sud-ouest du bassin Parisien, caractérisée par une faible pluviométrie, notamment au printemps (120 à 150 mm) et un hiver froid (3,5 °C).
Pour la période 1971-2000, la température annuelle moyenne est de 10,8 °C, avec une amplitude thermique annuelle de 14,7 °C. Le cumul annuel moyen de précipitations est de 695 mm, avec 11,8 jours de précipitations en janvier et 8 jours en juillet. Pour la période 1991-2020, la température moyenne annuelle observée sur la station météorologique la plus proche, située sur la commune de Boissy-l'Aillerie à 10 km à vol d'oiseau, est de 11,2 °C et le cumul annuel moyen de précipitations est de 635,8 mm,. Pour l'avenir, les paramètres climatiques de la commune estimés pour 2050 selon différents scénarios d'émission de gaz à effet de serre sont consultables sur un site dédié publié par Météo-France en novembre 2022.

## Urbanisme

### Typologie
Au 1er janvier 2024, Brignancourt est catégorisée commune rurale à habitat dispersé, selon la nouvelle grille communale de densité à sept niveaux définie par l'Insee en 2022.
Elle est située hors unité urbaine. Par ailleurs la commune fait partie de l'aire d'attraction de Paris, dont elle est une commune de la couronne,. Cette aire regroupe 1 929 communes,.

## Toponymie
Bericionis curtis puis Beranecurt en 775, Brinencour et Brinnencort au XIIe siècle, Brignencuria en 1240-1249, Breancourt au XVIIIe siècle, Brignancourt en 1796.
Fondée en 775 sous le nom de Beranecurt, du patronyme germanique bera et du latin cortern (domaine), son nom changera une fois au XIIe siècle pour Brinencour, pour devenir Breancourt au XVIIIe siècle avant de prendre son nom actuel en 1796.[réf. nécessaire]

## Histoire
Domaine de la Couronne à l'époque franque, Brignancourt devient propriété de l'abbaye de Saint-Denis au XIIe siècle. Seigneurie des Gisors au XIe siècle, des Ferry d'Aumont au XVIe siècle, de François de Créquy, marquis de Marines, maréchal de France au XVIIe siècle.[réf. nécessaire]

## Politique et administration

### Rattachements administratifs et électoraux
Rattachements administratifs
Antérieurement à la loi du 10 juillet 1964, la commune faisait partie du département de Seine-et-Oise. La réorganisation de la région parisienne en 1964 fit que la commune appartient désormais au département du Val-d'Oise et à son arrondissement de Pontoise après un transfert administratif effectif au 1er janvier 1968.
Elle faisait partie de 1801 à 1967 du canton de Marines de Seine-et-Oise. Lors de la mise en place du Val-d'Oise, la ville intègre le canton de Vigny . Dans le cadre du redécoupage cantonal de 2014 en France, cette circonscription administrative territoriale a disparu, et le canton n'est plus qu'une circonscription électorale.
Rattachements électoraux
Pour les élections départementales, la commune est membre depuis 2014 du canton de Pontoise
Pour l'élection des députés, elle fait partie de la première circonscription du Val-d'Oise.

### Intercommunalité
La commune, initialement membre de la communauté de communes Val de Viosne, est membre, depuis le 1er janvier 2013, de la communauté de communes Vexin centre.
En effet, cette dernière a été constituée le 1er janvier 2013 par la fusion de la communauté de communes des Trois Vallées du Vexin (12 communes), de la communauté de communes Val de Viosne (14 communes) et  de la communauté de communes du Plateau du Vexin (8 communes), conformément aux prévisions du schéma départemental de coopération intercommunale du Val-d'Oise approuvé le 11 novembre 2011.

### Liste des maires
| Période                                  | Période                        | Identité            | Étiquette | Qualité |
| ---------------------------------------- | ------------------------------ | ------------------- | --------- | ------- |
| Les données manquantes sont à compléter. |                                |                     |           |         |
| mars 2001                                | mars 2008                      | Jean-Claude Gallays |           |         |
| mars 2008                                | juillet 2020                   | Sylvain Carlucci    |           |         |
| 2020,                                    | automne 2022                   | Philippe Mercier    |           |         |
| octobre 2022                             | En cours (au 16 décembre 2022) | Bertrand Lachaise   |           | Artisan |

## Population et société

### Démographie
L'évolution du nombre d'habitants est connue à travers les recensements de la population effectués dans la commune depuis 1793. Pour les communes de moins de 10 000 habitants, une enquête de recensement portant sur toute la population est réalisée tous les cinq ans, les populations de référence des années intermédiaires étant quant à elles estimées par interpolation ou extrapolation. Pour la commune, le premier recensement exhaustif entrant dans le cadre du nouveau dispositif a été réalisé en 2008.

En 2022, la commune comptait 243 habitants, en évolution de +20,3 % par rapport à 2016 (Val-d'Oise : +4 %, France hors Mayotte : +2,11 %).
| 1793 | 1800 | 1806 | 1821 | 1831 | 1836 | 1841 | 1846 | 1851 |
| ---- | ---- | ---- | ---- | ---- | ---- | ---- | ---- | ---- |
| 95   | 111  | 117  | 101  | 103  | 111  | 110  | 103  | 94   |

| 1856 | 1861 | 1866 | 1872 | 1876 | 1881 | 1886 | 1891 | 1896 |
| ---- | ---- | ---- | ---- | ---- | ---- | ---- | ---- | ---- |
| 96   | 91   | 108  | 84   | 97   | 88   | 107  | 113  | 104  |

| 1901 | 1906 | 1911 | 1921 | 1926 | 1931 | 1936 | 1946 | 1954 |
| ---- | ---- | ---- | ---- | ---- | ---- | ---- | ---- | ---- |
| 103  | 91   | 100  | 92   | 84   | 89   | 90   | 110  | 118  |

| 1962 | 1968 | 1975 | 1982 | 1990 | 1999 | 2006 | 2008 | 2013 |
| ---- | ---- | ---- | ---- | ---- | ---- | ---- | ---- | ---- |
| 121  | 142  | 145  | 173  | 188  | 205  | 209  | 210  | 198  |

| 2018 | 2022 | - | - | - | - | - | - | - |
| ---- | ---- | - | - | - | - | - | - | - |
| 210  | 243  | - | - | - | - | - | - | - |

## Économie
- Agriculture.
- Le fabricant de caoutchouc Raclot, spécialisé dans la fabrication de joints pour l'industrie a quitté la commune à la fin des années 2000 pour s'implanter à Chaumont-en-Vexin[24].

## Culture locale et patrimoine

### Lieux et monuments

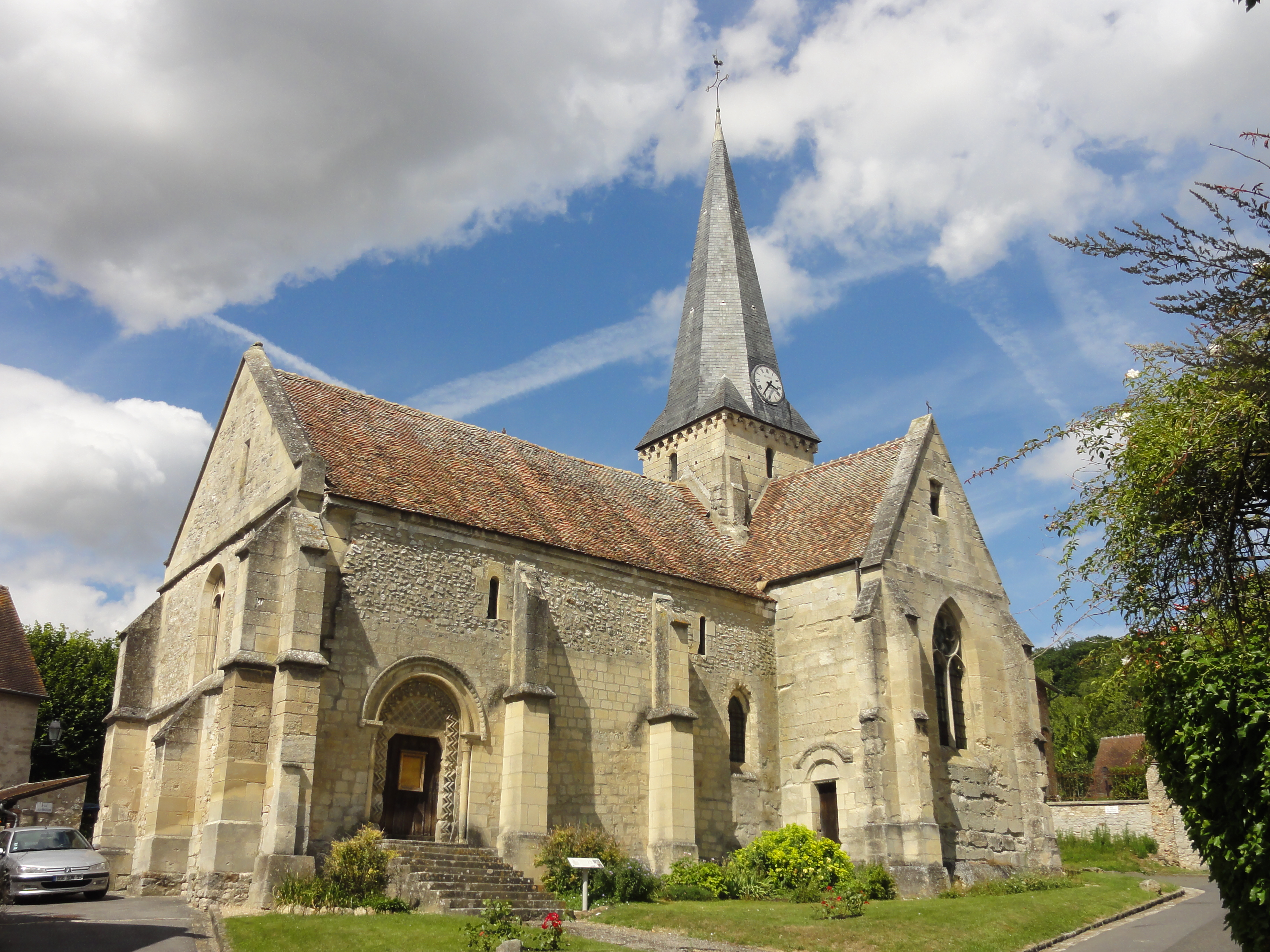
L'église Saint-Pierre-aux-Liens-et-Saint-Étienne.

Brignancourt compte un  monument historique sur son territoire :
- Église Saint-Pierre-aux-Liens-et-Saint-Étienne, rue de l'Église (classée monument historique par arrêté du 19 novembre 1910[25]).

C'est un édifice modeste de style majoritairement roman et gothique primitif, qui réunit une nef non voûtée de la fin du XIe siècle à un chœur de deux travées terminé par un chevet plat, et fut complétée ultérieurement, à la fin du XIIIe ou au début du XIVe siècle, par un croisillon au sud de la première travée du chœur. Celui-ci sert de base au clocher resté inachevé en raison de son contrebutement insuffisant. Les éléments les plus remarquables à l'extérieur sont le portail de style roman tardif, qui est entouré d'un rang de bâtons brisés se continuant sur les piédroits, et surmonté d'un tympan quadrillé, ainsi que la corniche beauvaisine du clocher et du chœur. Le croisillon est éclairé par une grande baie munie d'un remplage de style rayonnant tardif, qui annonce la transition vers le style flamboyant. Plus discrets se font les linteaux monolithiques à claveaux simulés des petites baies romanes à simple ébrasement, dont quatre exemplaires subsistent au sud de la nef, et deux sur le versant nord. À l'intérieur, le chœur offre des voûtes d'ogives soigneusement construites. Si les chapiteaux de la première travée paraissent inaboutis, ceux dans les angles du chevet sont tout au contraire de bon niveau et d'une facture originale. Au sud, se trouve une rare piscine liturgique à double vasque, qui ne devrait pas être antérieure aux années 1220,.
On peut également signaler : 
- Stèle avec le bas-relief d'un oiseau, rue aux Ânes.

Son âge et sa fonction restent énigmatiques.
- Croix de chemin du XIXe siècle sur la route de Moussy.
- Lavoir couvert, rue de la Viosne.
- Maison de garde-barrière no 16 sur la ligne de Saint-Denis à Dieppe, rue de la Viosne.

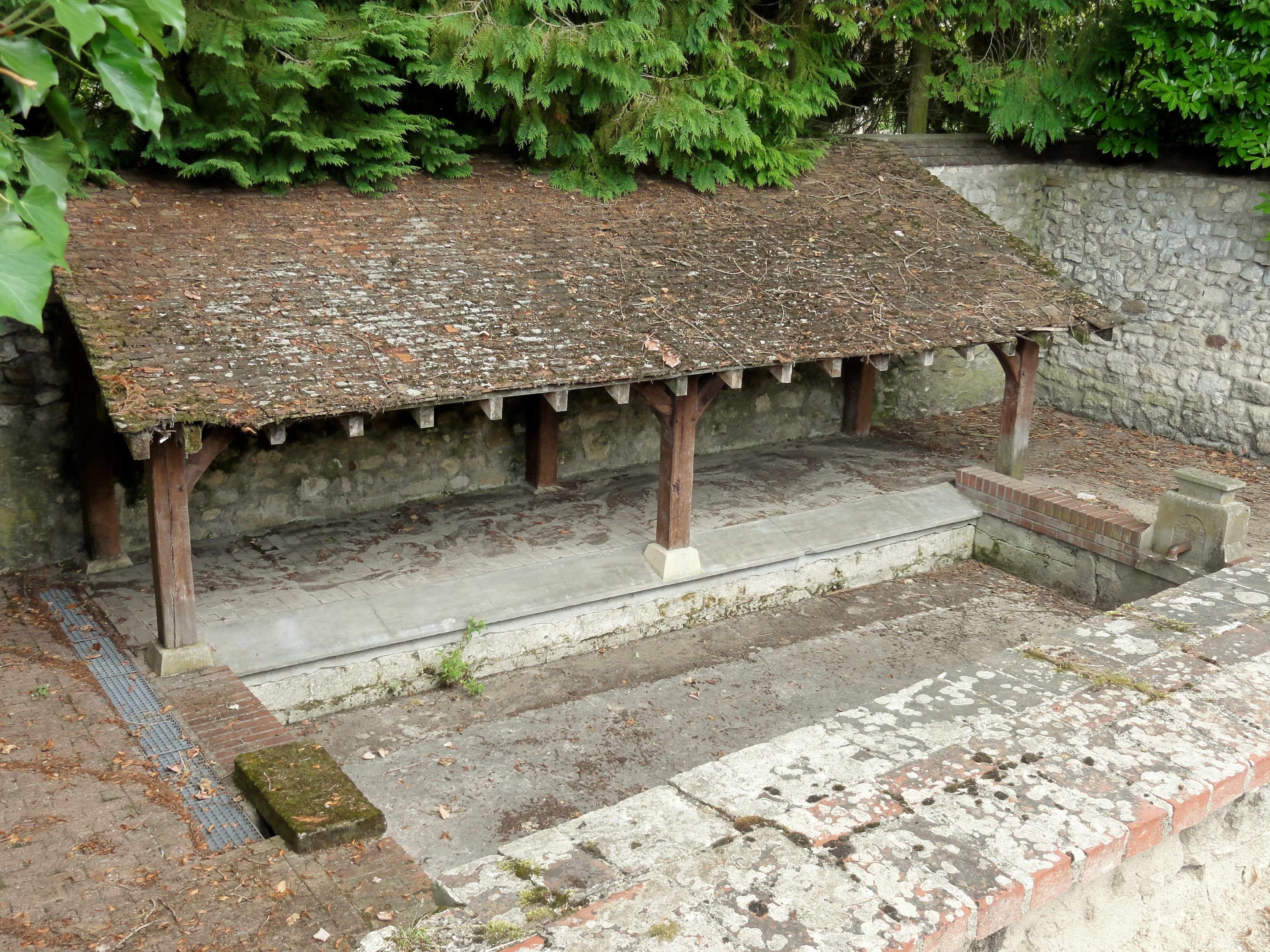
Le lavoir couvert.
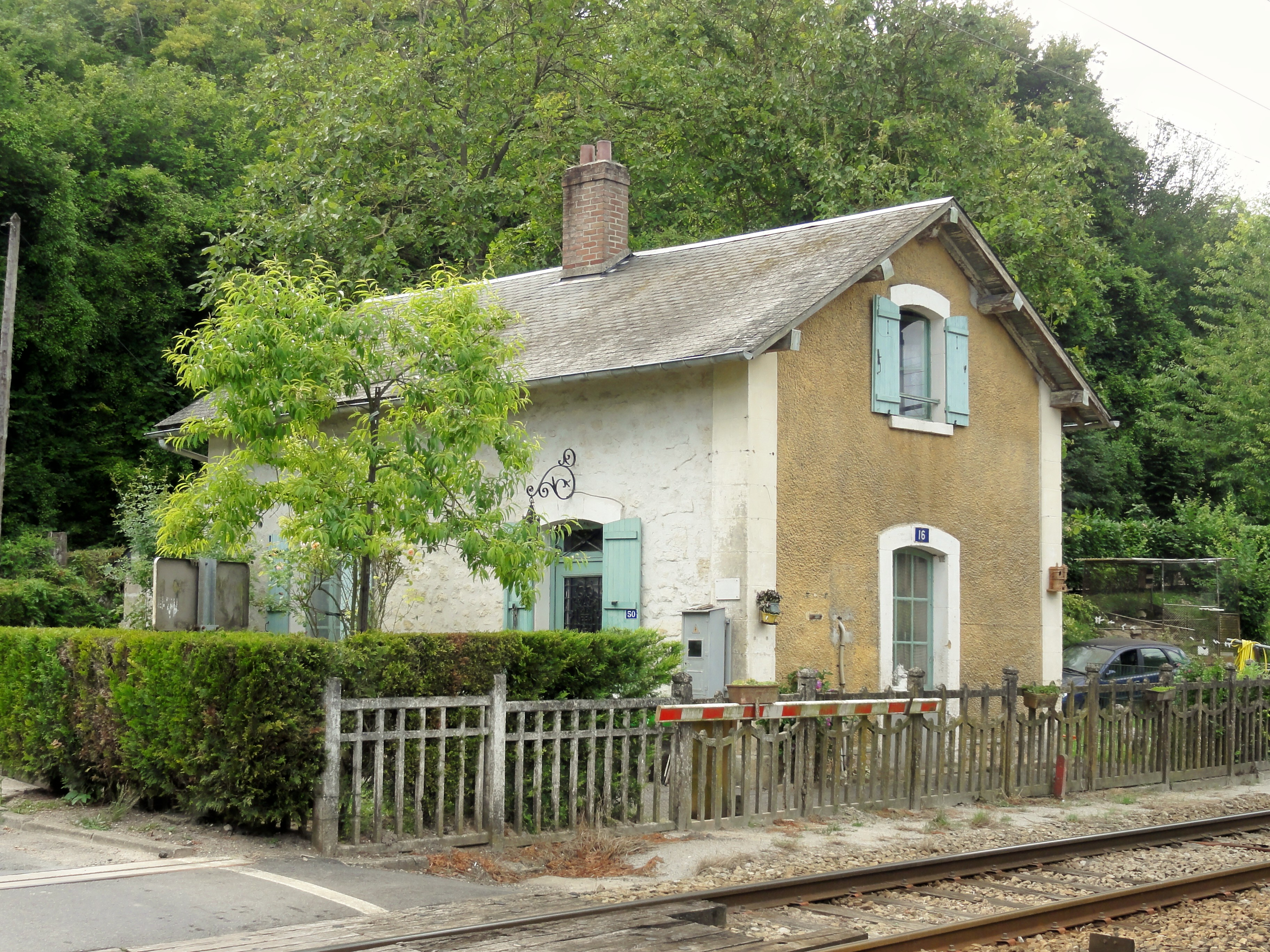
L'ancienne maison de garde-barrière.

### Personnalités liées à la commune
- Auguste Édouard Hippolyte Mortier (1879-1938), officier, y est né.

### Héraldique
| Blason de Brignancourt | Blason  | D'azur à la fontaine d'or, maçonnée de sable, jaillissante d'argent ; au chef cousu de gueules chargé de deux clés passées en sautoir, d'argent en bande et d'or en barre. |
| Blason de Brignancourt | Détails | Le statut officiel du blason reste à déterminer. |